# Ernest Lluch
 (mars 2025).
Si vous disposez d'ouvrages ou d'articles de référence ou si vous connaissez des sites web de qualité traitant du thème abordé ici, merci de compléter l'article en donnant les références utiles à sa vérifiabilité et en les liant à la section « Notes et références ».
Ernest Lluch i Martín, né le 21 janvier 1937 à Vilassar de Mar et mort assassiné le 21 novembre 2000 à Barcelone, est un homme politique espagnol, membre du Parti des socialistes de Catalogne (PSC).
Économiste et universitaire, il est élu député socialiste au Congrès des députés en 1977 et exerce les fonctions de ministre de la Santé de 1982 à 1986. À ce titre, il a fait voter la dépénalisation de l'avortement. Il se retire de la vie politique en 1989 et meurt assassiné par l'ETA onze ans plus tard.
Vicent Soler l'a décrit comme « l’authentique père de l'économie valencienne académique ».

## Carrière universitaire
Docteur en sciences économiques de l'Université de Barcelone, il poursuit ses études à La Sorbonne.
Il devient ensuite professeur adjoint à l'Université de Barcelone, mais fut arrêté plusieurs fois, avant d'être finalement expulsé de l'Université pour ses opinions anti-franquistes.
À partir 1974, il occupe un poste de professeur des universités d'économie à l'Université de Valence, puis d'histoire des doctrines économiques à l'Université centrale de Barcelone.
Par ailleurs, il a été recteur de l'Université internationale Menéndez Pelayo de Santander entre 1989 et 1995.

## Carrière politique
Le 15 juin 1977, il est élu député de la Barcelone au cours des premières élections démocratiques suivant la mort de Francisco Franco.
Réélu au Congrès des députés le 1er mars 1979, il devient, l'année suivante, porte-parole du groupe du Parti socialiste catalan, qui n'était pas encore allié avec le Parti socialiste ouvrier espagnol (PSOE).
Après sa reconduction lors des législatives anticipées du 28 octobre 1982, Ernest Lluch est nommé ministre de la Santé et de la Consommation dans le premier gouvernement de Felipe González.
C'est sous son mandat, le 5 juillet 1985, qu'est promulguée la première loi de dépénalisation (partielle) de l'interruption volontaire de grossesse (IVG).
Il conserve son siège de représentant de la province de Barcelone aux élections de 1986, mais n'est pas reconduit au sein du second cabinet González.
Il démissionne de son mandat parlementaire le 31 janvier 1989 et quitte la vie politique.

## Assassinat
Le 21 novembre 2000, Ernest Lluch est assassiné de deux balles dans la tête par l'organisation armée basque ETA dans le garage de son domicile. Son corps sera retrouvé une heure et demie plus tard.
Une fondation en sa mémoire a été créée à la suite de son assassinat.

## Publications
- (ca) El pensament econòmic a Catalunya (1760-1849), Edicions 62, 1973
- (ca) La via valenciana (préf. Vicent Soler), Catarroja, Afers, 2001, 2e éd. (1re éd. 1976), 395 p. (ISBN 84-86574-92-7) prix Joan Fuster d'essai 1975
- (ca) La Catalunya vençuda del segle XVIII. Foscors i clarors de la Il·lustració, Edicions 62, 1996
- (es) Las Españas vencidas del siglo XVIII, Editorial Crítica, 1999
- (ca) L'alternativa catalana (1700-1714-1740). Ramon de Vilana i Perlas i Juan Amor de Soria: teoria i acció austriacistes. Eumo Editorial, 2000